# اتحاد عربی
اتحاد عربی، یک اتحاد سیاسی نظری از کشورهای عربی است. این اصطلاح نخستین بار زمانی به کار رفت که امپراتوری بریتانیا به اعراب در ازای شورش علیه امپراتوری عثمانی که با آن در حال جنگ بود، وعده ایجاد یک کشور مستقل واحد را داد. این اتحاد، پس از توافق‌نامه سایکس–پیکو، هرگز به نتیجه نرسید. با وجود این، بسیاری در جهان عرب از آن زمان خواستار ایجاد یک دولت پان‌عرب شدند. جمال عبدالناصر، رئیس‌جمهور مصر، چندین تلاش ناموفق برای اتحاد مصر با سایر کشورهای عربی (از جمله عراق و یمن شمالی) انجام داد و برای مدت کوتاهی موفق به تشکیل جمهوری متحد عربی با سوریه در سال ۱۹۵۸ شد که در سال ۱۹۷۱ منحل شد. این اتحاد به عنوان یکی از راه حل‌های پایان دادن به درگیری فلسطین و اسرائیل، تلقی می‌شد.
تلاش‌های مشابهی توسط دیگر رهبران عرب مانند حافظ اسد، احمد حسن البکر، فیصل یکم عراق، معمر قذافی، صدام حسین، جعفر نمیری و انور سادات نیز انجام شد.

نقشه جهان عرب

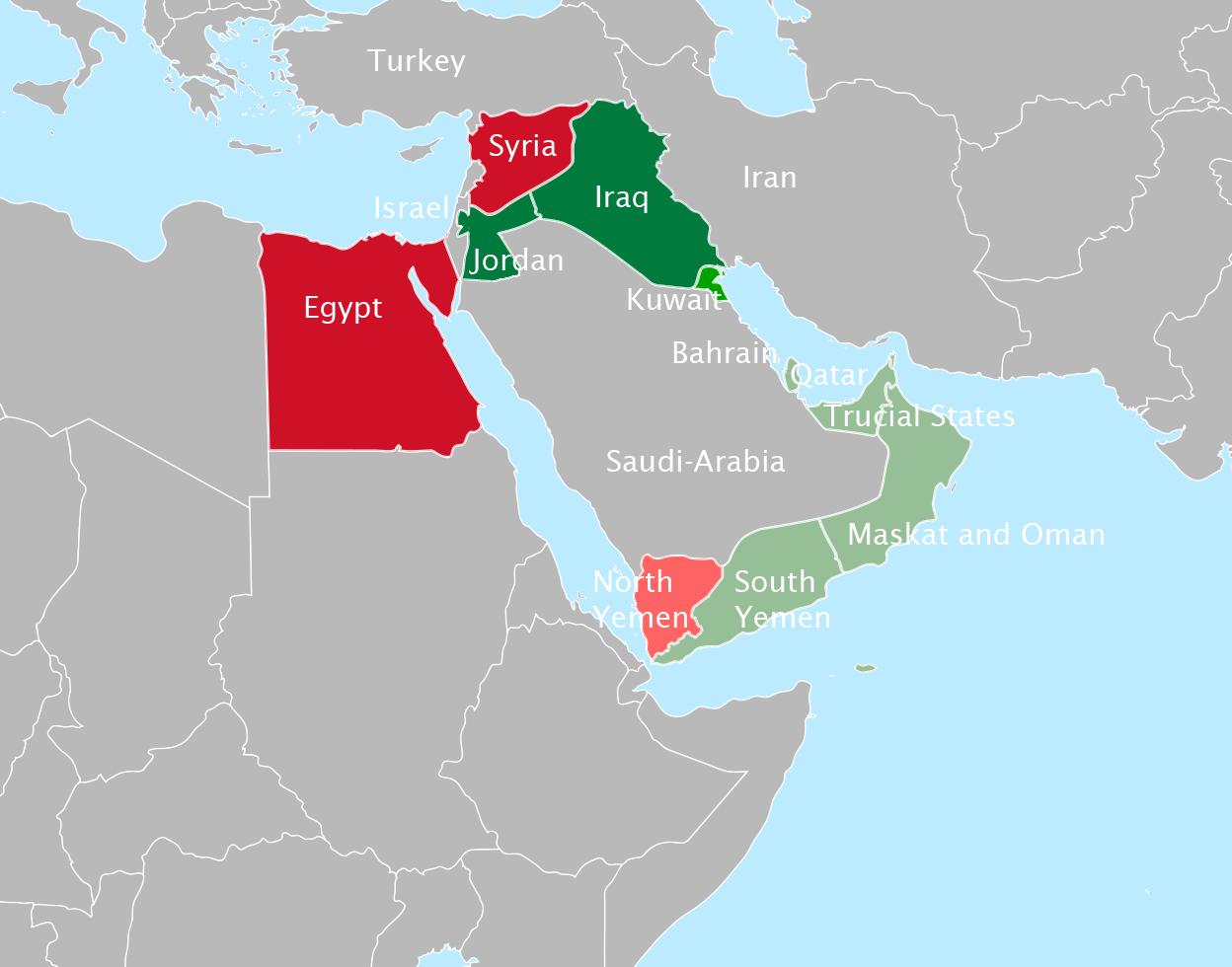
خاورمیانه در ۱۹۵۸: جمهوری متحد عربی (قرمز)، ایالات متحده عربی (قرمز و قرمز روشن)، فدراسیون عربی (سبز)، کویت بریتانیا (سبز تیره)، سایر کشورهای تحت قیمومت بریتانیا در خلیج فارس (سبز روشن).

## پیشنهادها
در اجلاس اتحادیه عرب در سال ۲۰۰۴ در قاهره، علی عبدالله صالح، رئیس‌جمهور یمن، ایجاد اتحاد عربی را به جای اتحادیه عرب، برای یک بدنه سیاسی و جغرافیایی قوی‌تر، که قادر به رسیدگی به مسائل جهانی باشد، پیشنهاد کرد؛ اما این پیشنهاد، به دستور کار اتحادیه نرسید.
در جریان بهار عربی در سال ۲۰۱۱، عربستان سعودی پیشنهادی مبنی بر تبدیل شورای همکاری خلیج فارس به «اتحادیه خلیج فارس» با هماهنگی اقتصادی، سیاسی و نظامی شدیدتر ارائه کرد که به عنوان اقدامی برای مقابله با نفوذ ایران در منطقه، تلقی شد. مخالفت‌هایی علیه این پیشنهاد از سوی دیگر کشورها نیز مطرح شد. در سال ۲۰۱۴، خلیفه بن سلمان آل خلیفه، نخست‌وزیر بحرین، گفت که رویدادهای جاری در منطقه، اهمیت این پیشنهاد را برجسته می‌کند.

### اتحادهای ناموفق
- طرح هلال حاصلخیز
- جمهوری متحد عربی
- فدراسیون عربی
- ایالات متحده عربی
- رهبری سیاسی متحد
- اتحادیه جمهوری‌های عربی (۱۹۷۲)
- اتحاد جماهیر عربی
- جمهوری اسلامی عربی
- طرح فدراسیون ملک حسین

### اتحادهای موفق
- اتحاد عربستان سعودی
- امارات متحده عربی
- اتحاد یمن